# 美國駐耶路撒冷總領事館
美国驻耶路撒冷总领事馆，是美国曾經在耶路撒冷建立的外交机构。此领事馆的領事轄區包含耶路撒冷、约旦河西岸地区及加沙地带 ，在实质上具有大使馆地位，不歸駐以色列大使館，而直接归属美国国务院管辖，可独立行使职权，曾經在美国代表机构中与美国驻香港及澳门总领事馆为唯二的罕见案例。2019年3月4日正式併入美國駐以色列大使館。

## 历史
美国在1844年便在耶路撒冷旧城设立领事馆。领事馆位于雅法门之内。19世纪晚期，领事馆迁至现属于西耶路撒冷的先知街。1948年5月23日，总领事托马斯·沃森被暗杀。 1952年，领事馆改址在东耶路撒冷的纳布卢斯路的一座出租建筑物内。

## 位置
截止關閉前，总领事馆与领事馆员工办公地点位于西耶路撒冷。在2010年以前，公民及签证服务办公地点在东耶路撒冷。 2010年10月起，领事服务办公地点迁至被绿线分割的一处建筑群中，此建筑群的部分位于于1949年停战协议形成的“无人地带”。

## 现况
2019年2月，美国国务卿迈克·蓬佩奥18日宣布，美国驻耶路撒冷总领事馆并入美国驻以色列大使馆，3月4日起正式實施。蓬佩奥说，总领馆变更为大使馆下辖的“巴勒斯坦事务处”，办公地点暂时不变。
巴勒斯坦方面认为，美国给耶路撒冷总领馆的自主权“降级”是在发出政治信号，即美国承认以色列对东耶路撒冷和约旦河西岸的控制。